# Lahij (provins)
Lahij (arabiska: لحج), eller Lahj (لَحْج), är en provins i Jemen. Den administrativa huvudorten är Lahij. Provinsen har 722 692 invånare och en yta på 12 650 km².

## Distrikt
- Habil Jabr
- al-Had
- Halimayn
- al-Hawtah
- al-Madaribah wa al-Arah
- al-Maflahy
- al-Maqatirah
- al-Milah
- al-Musaymir
- al-Qabbaytah
- Radfan
- Tuban
- Tur al-Bahah
- Yafa'a
- Yahr